# Kanuwandern

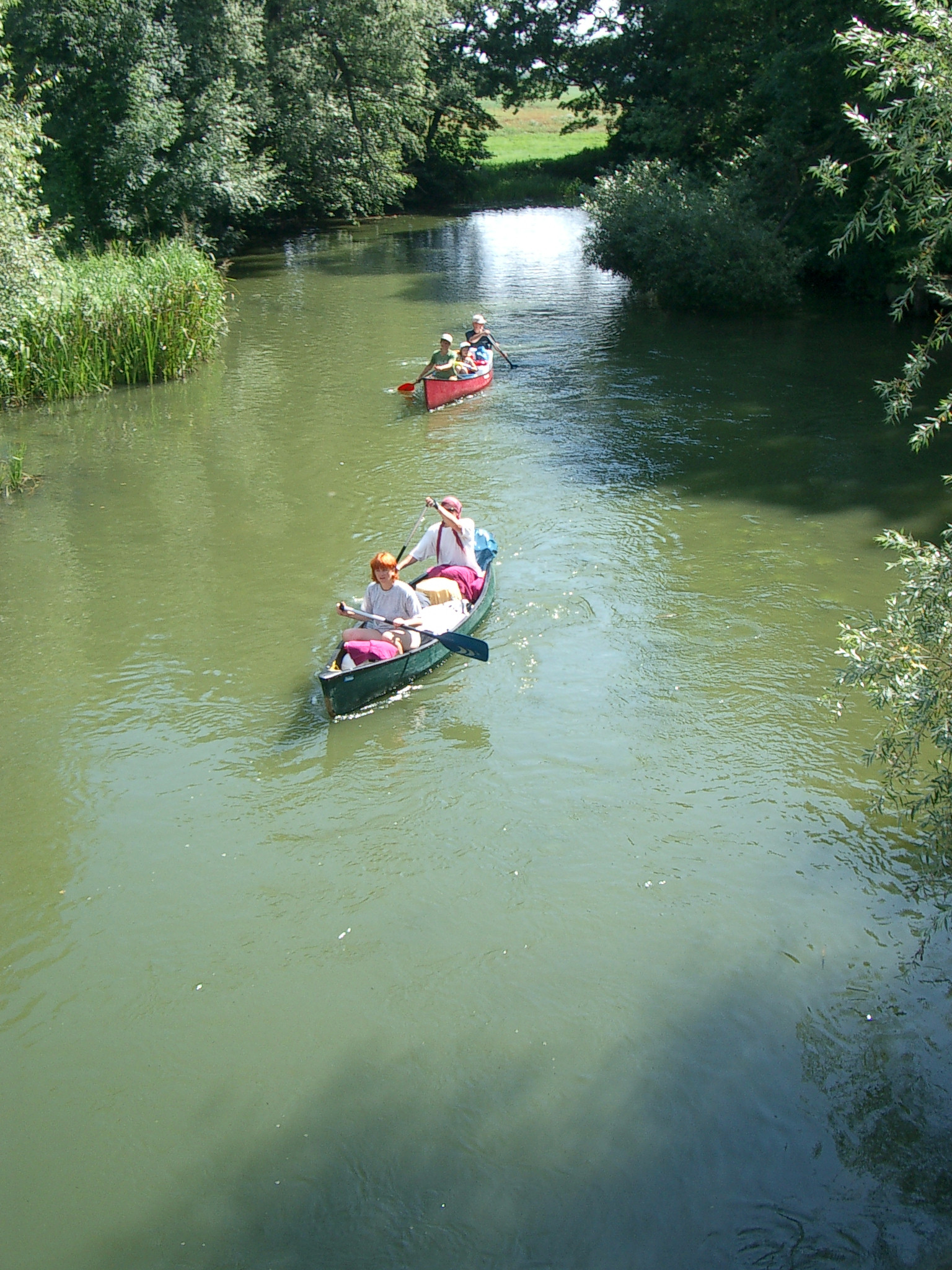
Wasserwandern auf der Mildenitz

Das Befahren eines Gewässers mit einem Kanu bezeichnet man als Kanuwandern oder Wanderpaddeln oder allgemein als Wasserwandern.

## Allgemeines
Beim Kanuwandern wird hauptsächlich auf ruhigen Gewässern gefahren (in Deutschland etwa auf der Altmühl oder auf der Wiesent), wodurch diese Kanusportart besonders bei Familien, Naturbegeisterten und auch Anfängern sehr beliebt ist. Es schließt aber neben dem ruhigen Paddeln auf Binnenseen und Klein- und Großflüssen auch leichtes Wildwasserfahren nicht aus. Mehr als 90 % der Kanutouristik besteht aus Kanuwandern. Fahrten auf dem Meer entlang von Küsten werden als Küstenkanuwandern bezeichnet und erfordern eine speziellere Ausrüstung. Ebenso kann man auch beim Wildwasserpaddeln mit kleinem Gepäck wandern.
Das Kanuwandern kann mit besonders dafür geeigneten Kajaks oder Kanadiern erfolgen. Wanderboote gibt es in verschiedenen Größen, die für eine oder mehrere Personen geeignet sind. Diese Boote sind oft dafür konzipiert neben dem Paddler auch Gepäck aufzunehmen. Längere Fahrten ohne Begleitfahrzeuge werden als Gepäckfahrt oder auch – analog zum Trekking – als Kanu-Trekking bezeichnet. Manchmal werden bei Mehrtagesfahrten aber auch Fahrzeuge mit Gepäck (oder z. B. Wohnwagen) etappenweise nachgeholt.
Die befahrbaren Gewässer sind in Flussführern ausführlich beschrieben. Hier sind Informationen zu Gefahrenstellen (z. B. Wehren), Schleusen, Hindernissen, Gewässersperrungen und Naturschutzgebieten nachzulesen. An manchen flachen Stellen muss man Treideln und an unbefahrbaren Stellen Umtragen. Vorschriften sind zu beachten beim Befahren der deutschen Bundeswasserstraßen: Die Binnenschifffahrtsstraßen-Ordnung bzw. Seeschifffahrtsstraßen-Ordnung oder spezielle Regelungen bei Rhein, Mosel, Donau oder Hamburger Hafen. Elektronische Information zu den Wasserstraßen findet man unter ELWIS.
„Kanuwandern ist eine der beliebtesten wassertouristischen Aktivitäten auf deutschen Gewässern“, stellt die Grundlagenuntersuchung Wassertourismus in Deutschland fest (DTV, 2003). Zwischen 1,2 und 1,4 Millionen Kanuten fahren jährlich auf den 37.000 km für Kanus geeigneten Gewässern.

## Ausrüstung
Besitzt man kein Boot, hat man an vielen Orten die Möglichkeit, Kanus auszuleihen. Diese Kanuverleiher bieten neben der benötigten Ausrüstung (Boot, Paddel, gegebenenfalls auch Schwimmweste und wasserdichte Behälter oder Kleidungssäcke) meistens auch einen Fahrdienst an, bei dem der Kanute zum Startpunkt gebracht oder vom Ziel abgeholt wird. Auch Informationen zur geplanten Fahrstrecke werden vom Bootsverleih gegeben.
Für Mitglieder von Kanuvereinen besteht fast immer die Möglichkeit, Vereinsboote zu nutzen. Diese Boote werden aber nur selten an Nichtmitglieder ausgeliehen.

## Übernachtung
Freies Kampieren ist in Deutschland und für eine Nacht in Brandenburg, Mecklenburg-Vorpommern und Schleswig-Holstein für Kanuten (wie allen anderen nicht motorisierten Reisenden) erlaubt. Ausnahmen bilden Nationalparks und Waldgebiete, bei Privatgrundstücken ist vorher eine Erlaubnis einzuholen. In den anderen Bundesländern ist das Aufstellen von Zelten in freier Natur jedoch untersagt. Fast immer verboten ist das Entzünden eines offenen Feuers. Daher sollte man sich im Vorfeld einer Tour über Übernachtungsmöglichkeiten informieren. Häufig kann an Kanuvereinen gezeltet oder im Bootshaus übernachtet werden. Besonders geeignet sind die DKV-Kanustationen, die bestimmten Kriterien genügen müssen. Bei allen Vereinen sollte man sich stets vorher anmelden, da viele Bootshäuser nur zeitweise geöffnet sind.
Oft gibt es auch öffentliche Campingplätze in Gewässernähe. Daneben gibt es an vielen Binnengewässern als Wasserwanderrastplatz oder Biwakplatz gekennzeichnete vorgesehene Anlegemöglichkeiten. Dort kann gerastet und maximal eine Nacht übernachtet werden. Ebenso ist das Zelten als Wasserwanderer in vielen Kleinhäfen (nach vorheriger Anmeldung beim Hafenmeister) möglich.

## Naturschutz

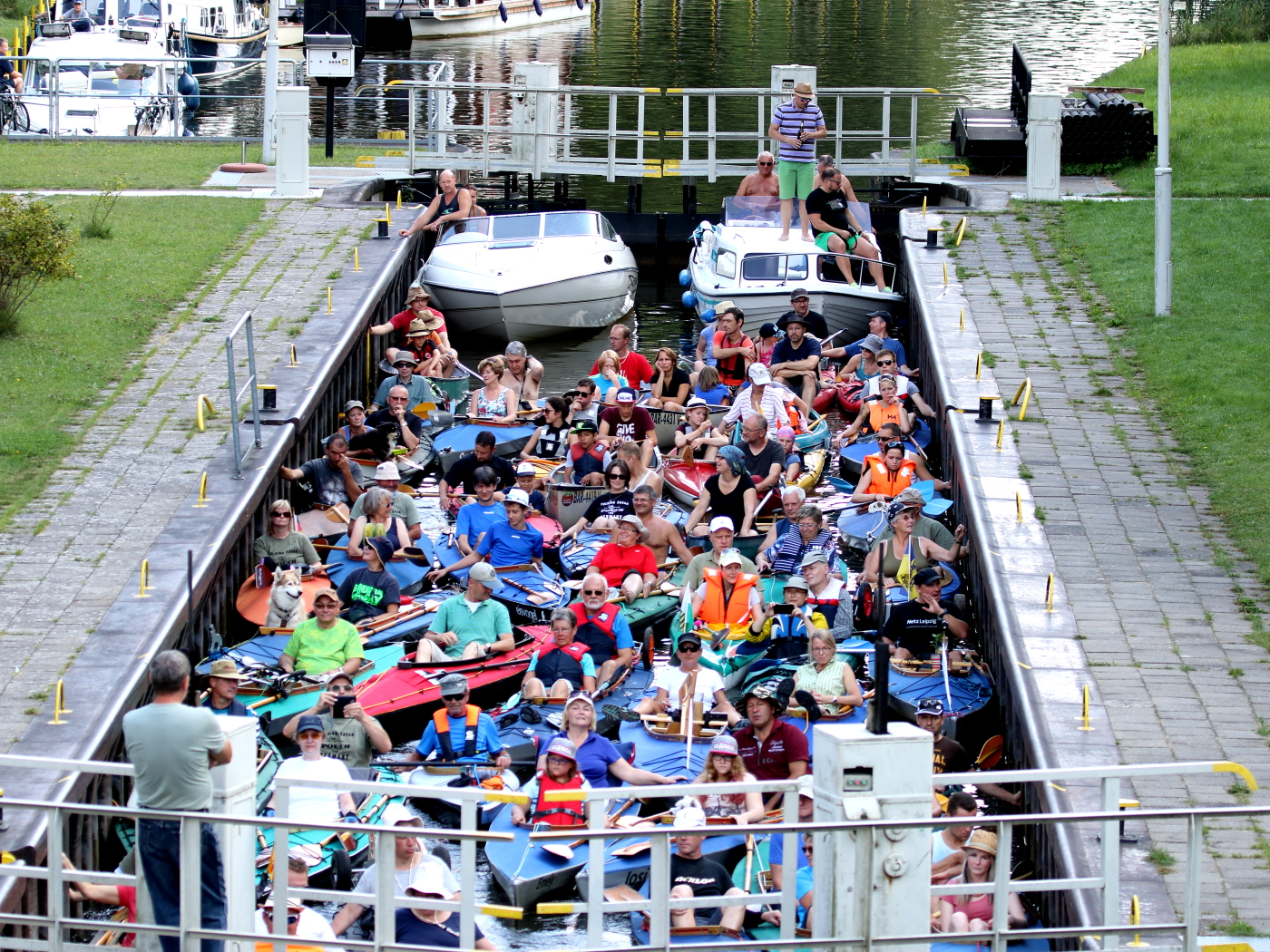
Schleuse Diemitz

Bei allen Fahrten verdient der Naturschutz eine besondere Beachtung durch den Kanusportler. Viele Paddler haben einen Ehrenkodex, der den besonders rücksichtsvollen Umgang mit der Natur zum Ziel hat. Personen, die ein Gewässer nur einmalig befahren wollen (z. B. im Rahmen eines Urlaubs mit Leihbooten), gehen – oft auch mangels ausreichender Bootsbeherrschung – manchmal nicht ganz so rücksichtsvoll vor.
Die Schonung von Pflanzen und Tieren und die Beachtung von Anlegeverboten in Naturschutzgebieten sollte von allen Kanuten beachtet werden. Ebenso gehört die Mitnahme aller mitgebrachten Gegenstände und der anfallenden Abfälle jeglicher Art, insbesondere von Kunststoffverpackungen zu den Verhaltensgrundsätzen.
Doch auch außerhalb dieser gibt es Befahrungsregelungen aus Naturschutzgründen, die das Paddeln einschränken oder ganzjährig verbieten. Hier ist das Paddeln z. T. nur zu bestimmten Tages- oder Jahreszeiten, ab einem bestimmten Wasserstand oder nur für eine begrenzte Anzahl an Booten möglich; teilweise gibt es auch das Verbot, das Ufer generell oder bei bestimmten Waldbrandwarnstufen zu betreten. Wurden in Deutschland im Jahr 1980 nur 40 Befahrungsregelungen gezählt, so waren es 1995 schon 240, und 2003 bundesweit über 600 Befahrungsregelungen. 

## Wanderfahrerabzeichen
Beim Kanuwandern gibt es für Mitglieder des Deutschen Kanu-Verbandes (DKV) die Möglichkeit, Leistungsabzeichen zu erpaddeln. Dieses Wanderfahrerabzeichen wird für eine zurückgelegte Kilometerzahl, die nach Alter und Geschlecht der Sportler unterschiedlich festgelegt ist, verliehen. Voraussetzung ist für manche Abzeichen die Teilnahme an besonderen Lehrgängen im Sicherheits- oder Umweltschutzbereich. Neben diesem offiziellen Abzeichen des DKV gibt es für einzelne Flüsse Leistungsabzeichen, für deren Erlangung nicht immer eine Mitgliedschaft in einem Verband erforderlich ist.

## Organisation
Viele Kanuwandersportler sind in einem der 1300 im Deutschen Kanu-Verband zusammengeschlossenen Kanuvereine organisiert. Die Vereine verfügen meist über eigene Bootshäuser, in denen Boote gelagert werden können, und führen gemeinsame Fahrten durch.
Neben den vom Sportler auf eigene Faust durchgeführte Fahrten gibt es organisierte Wanderfahrten von Vereinen und Verbänden. Diese Fahrten werden in Fahrtenprogrammen veröffentlicht. Das bekannteste ist das Sportprogramm des Deutschen Kanu-Verbandes, das jährlich bundesweit rund 850 Termine umfasst.
Die wohl größte organisierte Wanderfahrt ist die TID (Tour International Danubien), die auf der Donau in 52 Tagesetappen von Ingolstadt nach Silistra führt. Bei der jährlich stattfindenden Fahrt durch sechs Länder werden 2080 Kilometer zurückgelegt. Die meisten Teilnehmer fahren hierbei einige Tagesetappen mit; nur wenige schaffen – auch wegen des zeitlichen Aufwandes – die gesamte Strecke innerhalb einer Veranstaltung.

## Geschichte
Wasserwandern wurde populär mit der Erfindung des Faltboots 1905 und der wenige Jahre darauf folgenden gewerblichen Herstellung durch Klepper. Vorher musste ein Ruderboot entweder mühevoll mit Kutschen zurücktransportiert oder (gegen die Flussrichtung) zurückgerudert werden. Das Faltboot konnte jedoch zerlegt im Zug mitgenommen werden, ein Vorteil, der ab 1920 Wasserwandern zu einem Massenvergnügen in Deutschland werden ließ. Die Deutsche Reichsbahn setzte sogar Sonderzüge für Faltbootfahrer ein, die am Wochenende in großen Scharen die Flüsse und Seen eroberten, und in den 1930er Jahren brachten „folbot trains“ Paddler von New York zu guten Einsatzstellen entlang des Hudson Rivers. In dieser Zeit verbreitete sich die Idee des Wasserwanderns mit dem Faltboot von Deutschland aus auch in das übrige Europa und nach Nordamerika sowie Japan, erreichte jedoch dort nie die gleiche Verbreitung wie in Deutschland.
Mit der zunehmenden Motorisierung nach dem Zweiten Weltkrieg sank die Popularität des Wasserwanderns. 1958 lag laut dem Bundesverband der Deutschen Sportartikel Industrie der Absatz an Faltbooten nur bei 20 Prozent gegenüber dem der 1930er Jahre. Anfang der 1960er Jahre wurden Faltboote langsam abgelöst durch steife, nichtzerlegbare Kunststoffkajaks, die mit Autos transportiert wurden. Eine in dieser Zeit zunehmende Flussverbauung mit Staustufen für die wachsende Berufsschifffahrt und zum Zwecke der Elektrizitätsgewinnung wie eine enorme Verschmutzung der Flüsse ließ die Popularität des Wasserwanderns in Westdeutschland weiter sinken. In der DDR und Osteuropa erfreute sich – aufgrund eingeschränkter Reisemöglichkeiten – das Wasserwandern (und meist noch immer mit Faltbooten) bis zur politischen Wende 1990 jedoch unveränderter Beliebtheit.
Das Entstehen eines neuen Naturverständnisses, eines ökologischen Bewusstseins und der damit einhergehenden stark verbesserten Gewässerqualität der Flüsse sowie einem allgemeinen „Outdoor-Trend“ ließen die Zahlen der Wasserwanderer besonders in Deutschland wieder ansteigen. Sichtbares Zeichen dafür ist die stark gestiegene Anzahl von Kanuverleihern wie auch die Verkaufszahlen von Faltbooten ab etwa dem Jahr 2000. Heute hat das Wasserwandern mit dem Kanu in etwa wieder die Popularität erreicht wie in den 1930er Jahren (mit wachsender Tendenz).